# Crepidomanes agasthianum
Crepidomanes agasthianum är en hinnbräkenväxtart som beskrevs av Madhus. och C. A. Hameed. Crepidomanes agasthianum ingår i släktet Crepidomanes och familjen Hymenophyllaceae. Inga underarter finns listade.